# Staurotheca affinis
Staurotheca affinis is een hydroïdpoliep uit de familie Sertulariidae. De poliep komt uit het geslacht Staurotheca. Staurotheca affinis werd in 1904 voor het eerst wetenschappelijk beschreven door Elof Jäderholm.
De soort werd in 1902 gevonden bij Zuid-Georgia tijdens de Zweedse Antarctica-expeditie van 1901-1903.